# 戴维·瓦恩兰
戴维·瓦恩兰（英語：David Jeffrey Wineland，1944年2月24日—），美国物理学家，在科罗拉多州博尔德的美国国家标准与技术局（NIST）物理实验室與科羅拉多大學博爾德分校工作。他的工作主要在量子光學领域，特別是以下方面：
1. 用雷射冷却技術來冷却與控制被陷俘於保羅阱（Paul trap）裏的離子，並且應用這技術製成比原子鐘更準確的光學鐘。
2. 用陷俘離子（trapped ion）的概念來實現量子計算機的量子閘，最先製作出兩個量子位元的受控反閘。
3. 直接非摧毀性地觀察單獨量子粒子的量子行為，這使得物理學者能夠做實驗檢驗像薛丁格貓一類的思想實驗。

2012年，因為研究能夠量度和操控個體量子系統的突破性實驗方法，瓦恩兰與法國物理學家塞爾日·阿羅什共同榮獲諾貝爾物理學獎。

## 生平
1961年，瓦恩兰從加州沙加緬度的恩忻娜高中（Encina High School）畢業。1961年9月至1963年12月，他在加州大學戴維斯分校學習。此後他申請獲准到加州大學柏克萊分校讀書。這是美國頗負盛名的公立研究型大學，位於舊金山東灣柏克萊市的山丘上。1965年，得到學士學位後，他以優異成績進入哈佛大學，在獲得1989年諾貝爾物理學獎物理大師諾曼·拉姆齊誨人不倦的指導下攻讀博士學位。1970年，獲得博士學位，博士論文為《原子重氫激微波》（The Atomic Deuterium Maser）。之後，他加入1989年諾貝爾物理學獎得主漢斯·德默爾特的研究團隊，在華盛頓大學做博士後，專門研究離子阱相關論題。
1975年，美國國家標準技術研究所聘請他為物理研究員。在那裏，他成為離子儲存團隊的領導人。應用激光冷卻離子技術，這團隊製做出至2012年為止最準確的原子鐘，比較銫-133原子鐘還要準確30倍。瓦恩兰又獲聘在科羅拉多大學博爾德分校教書。
瓦恩兰是美國物理學會、美國光學學會的會士，美國國家科學院的院士。

## 家庭
瓦恩兰与妻子賽德娜·科恩比-瓦恩兰（Sedna Quimby-Wineland）共育有两个儿子。